# Le Orme
Le Orme (в переводе с итал. — «Следы») — итальянская группа прогрессивного и психоделического рока, основанная в 1966 году в Венеции. Одна из немногочисленных итальянских групп, добившихся относительного успеха не только на родине, но и в Европе и США, она известна также сотрудничеством с Питером Хэммиллом и группой «Van Der Graaf Generator».

## Участники

### Нынешние
- Альдо Тальяпьетра (итал. Aldo Tagliapietra) — вокал, бас-гитара, гитара, ситар
- Мики дей Росси (итал. Michi Dei Rossi) — ударные
- Микеле Бон (итал. Michele Bon) — клавишные

### Бывшие
- Нино Смеральди (итал. Nino Smeraldi) — гитара
- Клаудио Гальети (итал. Claudio Galieti) — бас-гитара
- Марино Ребескини (итал. Marino Rebeschini) — ударные
- Тони Пальюка (итал. Tony Pagliuca) — клавишные
- Тото Мартон (итал. Tono Marton) — гитара
- Джермано Серафин (итал. Germano Serafin) — гитара
- Франческо Сартори (итал. Francesco Sartori) — фортепиано
- Андреа Бассато (итал. Andrea Bassato) — фортепиано, скрипка

## История
"Le Orme" является одной из трех главных итальянских прог-команд (наряду с "PFM" и "Banco"). Образовавшаяся в 1966 году в одном из предместий Венеции, группа поначалу исполняла модный по тем временам бит. Оригинальный состав представлял собой квартет: Альдо Тальяпьетра (вокал, гитара), Нино Смеральди (гитара), Клаудио Галиети (бас) и Марино Ребешини (ударные). В 1967-м "Le Orme" заключили контракт с миланской фирмой "Car Juke Box", где дебютировали с синглом "Fiori e Colori". Тогда же состоялась первая замена: место ушедшего в армию Марино занял Джузеппе "Мичи" Де Росси. На следующий год ансамбль впервые познал вкус успеха: сорокапятка "Senti L'estate Che Torna" привлекла внимание меломанов, и это позволило музыкантам записать дебютный альбом. 
Диск "Ad Gloriam", имевший битовое звучание с легким психоделическим налетом, до сих пор считается лучшей итальянской работой в этом стиле. К 1970 году состав "Le Orme" сократился до трио и выглядел так: Альдо Тальяпьетра (вокал, бас, гитара), Тони Пальюца (клавишные) и Мичи Де Росси (ударные). 
В этой конфигурации команда заключила долгосрочный контракт с фирмой "Philips" и сделала резкий поворот от бита к прогрессиву. Альбом "Collage", исполненный в новом стиле, был сделан под явным влиянием "ELP", но в то же время имел тонкий привкус барокко и ренессанса. На следующей пластинке "Le Orme" попытались облегчить звучание и сделать его более мелодичным, однако далеко не всем поклонникам группы этот шаг пришёлся по душе. В результате ансамбль вернулся к чистому "клавишному" прогрессиву, выпустив одну из самых сильных своих работ, "Felona e Sorona". Пластинка заинтересовала самого Питера Хэммила ("Van der Graaf Generator"), с помощью которого впоследствии был выпущен англоязычный вариант этого диска. 
К 1974 году "Le Orme" уже являлись достаточно сильной концертной командой, поэтому диск "In Concerto", несмотря на некоторые огрехи продюсирования, имел большой успех. Студийник "Contrappunti" из-за своих длинных инструментальных композиций, наоборот, оказался слабоватым, поэтому в поисках нового звучания в коллектив был приглашен гитарист Толо Мартон. 
С Толо был записан альбом "Smogmagica", несколько напоминавший опусы "Pink Floyd", после чего гитара перешла к Джермано Серафину. С этого момента для "Le Orme" наступили не самые лучшие времена. Группа заметалась от классических влияний к простому песенному формату и обратно, а в 1982 году распалась. В 1986-м бывшие коллеги дали всего один совместный концерт, но окончательно решились реанимировать проект только четырьмя годами позже. Однако не успели "Le Orme" выпустить новый альбом (довольно-таки попсовый) как вскоре лишились ключевой фигуры – Тони. В 1992 году его заменили сразу двумя клавишниками, Мишелем Боном и Франческо Сартори (в 1997-м он уступил место Андреа Бассато), но только во второй половине 90-х обновленный состав удосужился выпустить свежий альбом. 
Впрочем, столь долгая задержка была оправдана, поскольку на "Il Fiume" и двух последующих работах группа вернулась к своему фирменному звучанию начала 70-х. С конца 90-х команда возобновила активную гастрольную деятельность, и её можно было увидеть на таких прог-фестивалях как американские "Prog Fest" и "NearFest", канадский "Prog East", мексиканские "Mex Prog" и "Baja Prog Fest", аргентинский "Rarf Prog Fest".

## Дискография
- Ad gloriam (1969)
- L'Aurora delle Orme (1970)
- Collage (1971)
- Uomo di pezza (1972)
- Felona e Sorona (1973)
- Contrappunti (1974)
- In concerto (1974)
- Smogmagica (1975)
- Verità nascoste (1976)
- Storia o leggenda (1977)
- Florian (1979)
- Piccola rapsodia dell'ape (1980)
- Venerdì (1982)
- Orme (1990)
- Biancaneve (1995)
- Amico di ieri (1997)
- Il fiume (1999)
- Elementi (2001)
- L'infinito (2004)
- La via della seta (2011)